# Adiscus sungkangensis
Adiscus sungkangensis là một loài bọ cánh cứng trong họ Chrysomelidae. Loài này được Kimoto miêu tả khoa học năm 1996.